# Nocny latawiec
Nocny Latawiec (org. The Night Flier) – opowiadanie Stephena Kinga, które po raz pierwszy opublikowane zostało w 1988 roku w antologii Prime Evil. W 1993 roku weszło w skład zbioru Marzenia i koszmary. W 1997 opowiadanie zostało zekranizowane pod nazwą Nocne zło

## Opis fabuły[1]
Dziennikarz tabloidu, Richard Dees prowadzi śledztwo w sprawie seryjnego mordercy, który podróżując awionetką, dokonuje zbrodni na terenie małych prywatnych lotnisk, na których się zatrzymuje. Dees, lecąc prywatnym samolotem, po miejscach jego zbrodni, zaczyna podejrzewać, że zbrodniarz jest psychopatą uważającym się za wampira. Prawda jednak okazuje się bardziej mroczna.